# Acinos
Acinos este un gen de plante din familia  Lamiaceae. Conține specii sempervirescente, perene (rar anuale), native din sudul Europei și vestul Asiei. Sunt specii de dimensiune mică sau arbuști de până la 10–45 cm înălțime. Corola este bilabiată, cu flori dispuse în verticil pe un ax al inflorescenței erect.

## Specii
- Acinos alpinus - cimbru mare de munte
- Acinos arvensis - izmușoară de câmp
- Acinos corsicus
- Acinos rotundifolius
- Acinos suaveolens
- Acinos troodi